# Struthanthus corymbifer
Struthanthus corymbifer är en tvåhjärtbladig växtart som beskrevs av C.T. Rizzini. Struthanthus corymbifer ingår i släktet Struthanthus och familjen Loranthaceae. Inga underarter finns listade i Catalogue of Life.